# 15 cm Kanone 18
15-cm Kanone 18 (нем. 15-см пушка образца 1918 года) — немецкое артиллерийское орудие калибра 150 мм, использовавшееся во Второй мировой войне.

## История
Орудие создано в 1933 году немецкой компанией «Рейнметалл» для замены старого орудия 15 cm Kanone 16, активно использовавшегося в Первой мировой войне. Первые орудия сошли с конвейера в 1938 году. По сравнению со старым орудием новая пушка Kanone 18 стала тяжелее на две тонны, зато дальность стрельбы повысилась на 2290 м. Орудие отвечало требованиям армии по дальности стрельбы, однако было слишком тяжёлым для транспортировки, и специально для него заказывались тяжёлые гусеничные транспортёры для перевозки на дальние дистанции. На подготовку орудия к стрельбе тратилось довольно много времени, что затрудняло боевые действия.
Это орудие имело ствол со свободной трубой без дульного тормоза. Затвор горизонтальный клиновой. Тормоз отката гидравлический, помещенный в люльку. Находящийся над стволом накатник гидропневматический. Имелся гидропневматический уравновешивающий механизм (две цилиндрические стойки). Лафет однобрусный коробчатый. Стрельба велась с колес либо со специальной платформы, состоящей из двух частей — в последнем случае обеспечивался круговой обстрел. Перевозка осуществлялась механической тягой на двух повозках. Допускалась скорость буксировки до 24 км/ч.
На 1 сентября 1939 года в войсках числились 3 пушки. Всего с 1939 по 1943 годы было произведено 107 орудий, 6 из которых в апреле — мае 1940 года были кому-то переданы. Популярным в армии оно не стало из-за проблем с транспортировкой, и производство прекратилось в июле 1943 года. На 1 июня 1941 года в войсках находилось 39 таких пушек. Впоследствии данные орудия использовались в береговых батареях германских войск.
|       | 1     | 2     | 3     | 4     | 5     | 6     | 7     | 8     | 9     | 10    | 11    | 12    | Всего |
| ----- | ----- | ----- | ----- | ----- | ----- | ----- | ----- | ----- | ----- | ----- | ----- | ----- | ----- |
| 1939  | 3     | 3     | 3     | 3     | 3     | 3     | 3     | 3     |       |       |       |       | 3     |
| 1940  |       |       |       | 3     | 3     | 3     | 1     | 3     | 2     | 3     | 3     | 3     | 24    |
| 1941  | 3     | 5     | 5     | 4     | 4     | 4     | 6     | 5     | 3     | 1     | 2     | 3     | 45    |
| 1942  |       | 5     | 2     | 1     | 3     | 1     |       |       | 3     | 7     | 3     |       | 25    |
| 1943  | 2     | 1     | 2     | 2     | 2     |       | 1     |       |       |       |       |       | 10    |
| Итого | Итого | Итого | Итого | Итого | Итого | Итого | Итого | Итого | Итого | Итого | Итого | Итого | 107   |

## Оценка
K.18 при почти одинаковой с Бр-2 дальностью стрельбы превосходило советскую пушку по многим параметрам. Преимуществом Бр-2 можно назвать несколько более мощный осколочно-фугасный снаряд, содержащий на 1 кг больше взрывчатки по сравнению с немецким аналогом. Так же в боекомплекте имелись бронебойный и полубронебойный снаряды, которых у Бр-2 не было.
Американский «Долговязый Том» в свою очередь, при немного меньшей дальности чем у К.18, превосходил её по всем остальным параметрам, а главное — американская пушка была построена в гораздо больших количествах. Мобильность «Долговязого Тома» вместе с наличием мощных тягачей и высокой точностью стрельбы явно ставит K.18 в невыгодное положение даже при меньшей дальности стрельбы «Долговязого Тома» по сравнению с K.18.

## Изображения
- В американском музее
- Выстрел из Kanone 18
- В Белграде, вид спереди
- Она же, вид сзади